# Gūged
Gūged (persiska: Gūgad, گوگد) är en ort i Iran.   Den ligger i provinsen Esfahan, i den centrala delen av landet, 270 km söder om huvudstaden Teheran. Gūged ligger 1 793 meter över havet och antalet invånare är 6 686.
Terrängen runt Gūged är platt österut, men västerut är den kuperad.Runt Gūged är det ganska tätbefolkat, med 56 invånare per kvadratkilometer. Närmaste större samhälle är Golpāyegān, 6,4 km väster om Gūged. Trakten runt Gūged består till största delen av jordbruksmark.